# Alophia veracruzana
Alophia veracruzana là một loài thực vật có hoa trong họ Diên vĩ. Loài này được Goldblatt & T.M.Howard miêu tả khoa học đầu tiên năm 1992.